# Jesus Culture

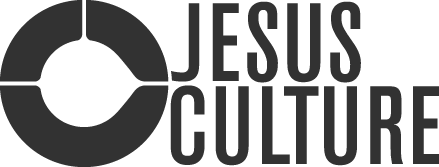
Jesus Culture

Jesus Culture ou Cultura de Jesus é um ministério cristão voltado para jovens que realiza três conferências em Redding, Califórnia anualmente, bem como em Atlanta, Las Vegas, Dallas, Cleveland, e também na Austrália e Inglaterra. As conferências trazem milhares de jovens de todo o mundo até os lugares de conferência.

## História
A banda Jesus Culture começou no verão de 1999, quando um grupo jovem da Bethel Church em Califórnia, liderado por Banning Liebscher, lançou a primeira conferência Jesus Culture. O ministério foi chamado de "um dos movimentos cristãos pós-guerra mais significantes da América".
De acordo com o website da banda Jesus Culture, "O coração desses retiros foi o de servir a outras igrejas e o de conduzir os jovens à experiência do amor radical de Deus. Em cada conferência há a forte presença do Senhor, e os jovens e os adultos novos voltavam às suas casas, escolas, locais de trabalhos e igrejas completamente apaixonados e transformados... Logo tornou-se muito claro para nós que a adoração foi uma parte essencial de nosso movimento. Kim Walker-Smith, Chris Quilala, e Melissa How foram os ministros de adoração no nosso grupo jovem local, e o Senhor começou a usá-los para trazer uma geração inteira para a adoração de todo o coração."
A partir de setembro de 2010, o Jesus Culture estava realizando conferências em Redding, Orange County, Dallas/Fort Worth, Chicago, Atlanta e na Austrália e Inglaterra.
Em 2013 Jesus Culture mudou-se para cidade de Sacramento para implantar uma igreja.

## Música
Kim Walker-Smith e Chris Quilala são o núcleo da Banda Jesus Culture, uma vez que já foram ministros de adoração no grupo jovem da Bethel Church. O propósito da música no movimento deles é de "apregoar o avivamento às nações da Terra... incentivar o Corpo de Cristo ao abandono radical de si próprio a um estilo de vida de adoração, motivado pela paixão de ver Deus receber a glória que é devida ao Seu nome..." e "encontrar o Seu amor extravagante e Seu vívido poder."

## Integrantes

### Kim Walker-Smith
Kim Walker-Smith tornou-se rapidamente uma das vozes mais fortes da música de adoração. Ela é uma líder de adoração apaixonada, com uma unção para trazer uma geração inteira para um encontro com Deus. Seu desejo é ver as pessoas transformadas experimentando o amor de Deus e para que essa geração se veja do jeito que Deus as vê. Kim faz parte do Jesus Culture desde o início do ministério.
Ela carrega um coração genuíno para ver a adoração mudar o curso das vidas e nações. Kim é casada com Skyler Smith e juntos eles têm dois filhos, Wyatt e Bear. Juntos, o casal lançou o álbum Home, contendo 10 faixas, incluindo Unstoppable Love, que tornou-se a faixa título do álbum de 2014 do Jesus Culture.
Kim Walker-Smith gravou, de forma solo, os álbuns Here Is My Song, Still Believe, When Christmas Comes e On My Side.

### Chris Quilala
Chris Quilala é um artista da gravadora Jesus Culture Music e serve como pastor de adoração da Jesus Culture Church em Sacramento, Califórnia. Chris está envolvido com o Jesus Culture desde que foi fundado e faz parte da equipe de liderança do Jesus Culture.
Ele é um líder de louvor talentoso e ungido e músico com um amor pela presença e poder de Deus. Tem um coração para escrever canções que trarão liberdade e força para a igreja local. Chris e sua esposa Alyssa têm 4 filhos, Ella, Aria, Jethro (nascido em 3 de dezembro de 2014 e morando no Paraíso) e sua mais nova adição, Liv.
Chris gravou Split the Sky de forma solo.

### Chris McClarney
Chris McClarney cresceu na igreja como filho de um pastor de jovens e conheceu Jesus ainda muito jovem. Quando ele tinha 14 anos, ele começou a liderar a adoração para um pequeno grupo, que então levou ao ministério de tempo integral nas igrejas locais e no ministério do centro da cidade, em Nashville, TN. O poderoso hino de adoração de Chris, "Your Love Never Fails", tornou-se uma das músicas mais populares nas igrejas dos Estados Unidos, conforme relatado no TOP 25 da CCLI e uma música número 1 na parada cristã da Billboard.
Chris gravou, de forma independente, os CDs Love Never Fails (2008) e Defender (2010).
Em 2015, Chris fez parceria com a gravadora Jesus Culture gravando seu álbum ao vivo Everything and Nothing Less. O álbum ao vivo e apresenta 9 músicas inéditas, gravadas na conferência Jesus Culture Sacramento 2015.

### Bryan & Katie Torwalt
Bryan e Katie Torwalt são líderes de louvor e compositores que têm paixão por ver vidas mudadas através de encontros com a presença de Deus. Esta é a premissa fundamental da qual sua música é derivada. As músicas que eles escrevem são hinos declarativos do corpo de Cristo que refletem sua paixão pela liberdade, pela cura e pela certeza de que a bondade de Deus nos cerca em qualquer circunstância.
Percebendo a semelhança de visão e espírito, os Torwalts juntaram-se à gravadora Jesus Culture Music no outono de 2010, quando começaram a trabalhar no álbum de estreia “Here on Earth”.
Ao trazerem a caneta ao papel, não tinham ideia de que estavam criando um dos maiores hinos de adoração desta década. A música “Holy Spirit”, desde então, ganhou um Grammy de melhor canção cristã do ano e continua a ser um marco nos cultos ao redor do mundo.
Seu segundo álbum, Kingdom Come, é cheio de músicas dinâmicas de fé e louvor. A última oferta de Bryan e Katie, “Champion”, transmite uma mensagem da vitória que temos em Jesus, mesmo em meio a dificuldades, e nos aponta para manter as promessas de Deus em nossas vidas como crentes. Confeccionados a partir de sua jornada pessoal que eles percorreram com sua comunidade, Champion está repleto de declarações proféticas do sempre presente Deus que nos superou.
O casal gravou diversos trabalhos: Here On Earth, Kingdom Come, Bryan & Katie Torwalt, Champion e Christmas.

### Derek Johnson
Derek Johnson é um cantor e compositor que tem um coração para ver as pessoas experimentarem o poder e o amor extravagante de Deus através da música que leva a presença e a unção de Deus. Ele liderou o culto na Bethel Church em Redding, CA por 5 anos antes de se mudar para Sacramento com a equipe do Jesus Culture.
Ele acredita fortemente em servir a igreja local e é um líder de adoração na Jesus Culture Sacramento.
O álbum solo de Derek, "Real Love" foi lançado em 2015 e ficou em primeiro lugar nas paradas cristãs do iTunes. Ele é destaque no álbum de Jesus Culture, “Let it Echo”.

## Jesus Culture Music
Jesus Culture Music é o selo musical do Ministério Jesus Culture. Seus álbuns apresentam o culto da banda Jesus Culture, apresentando uma mistura de músicas originais e covers.
Desde 2006, a banda lançou vários álbuns no selo Jesus Culture Music. Seu álbum de 2011, Awakening (Live From Chicago), apareceu no número 133 nas paradas do Canadian SoundScan. Embora o álbum tenha sido revisado pelo Christianity Today, que criticava que "... amplificadores de som desconcertante deixam pouco espaço para reflexão ponderada ou deliberada contemplação ...". Jesus Freak Hideout elogiaram por seu "muito evidente sentimento de paixão pelo Senhor e adorando-o" .
O décimo álbum intitulado "Unstoppable Love" foi lançado em junho de 2014. Alguns críticos o chamaram de "um dos melhores", "apaixonado", e "poderoso", enquanto outros vêem essa nova oferta como "uma oportunidade perdida para a banda se esforçar um pouco mais musicalmente", além de outro CD com musicalidade que "fica cada vez maior, mais amplo e mais amplo".

## Jesus Culture One Nights
Jesus Culture One Nights são encontros para incitar jovens de varias partes do mundo a buscar o Senhor.
As noites são compostas de oração, adoração, ministrações de louvor e pregação. Nesses eventos, se apresentam a banda Jesus Culture e o líder do ministério Jesus Culture, Banning Liebscher, pregando e ministrando.

## No Brasil
Em 2012 a banda se apresentou em Jesus Culture One Nights no Brasil, em duas noites; uma em São Paulo e outra em Brasília.
Em 2015 a banda retornou ao Brasil com a turnê ''Unstoppable Love'' se apresentando em 7 cidades: Porto Alegre (24 de abril), Florianópolis (25 de abril), Curitiba (27 de abril), Rio de Janeiro (28 de abril), Belo Horizonte (30 de abril), São José do Rio Preto (01 de maio) e São Paulo (02 de maio).

## Jesus Culture Reconstructed Volume 1
Conta com onze canções reconstruídas e remixadas. Apresentando músicas de Jesus Culture como "Pursuit" e "Your Love Never Fails",  "He is the Light" de Bryan Torwalt, "King of All the Earth ", e "I Belong To You" de Derek Johnson.

## Discografia

### Discografia Oficial
- Everything (2006)
- We Cry Out (2007)
- Your Love Never Fails (2008)
- Consumed (2009)
- Come Away (2010)
- Awakening (Live from Chicago) (2011)
- Live from New York (with Martin Smith) (2012)
- Jesus Culture Reconstructed, Volume 1 (2014)
- Unstoppable Love (2014)
- This Is Jesus Culture (2015)
- Esto Es Jesus Culture (2015) (Espanhol)
- Let It Echo (2016)
- Jesus Culture Em Português (2016)
- Love Has a Name (2017)
- Living With a Fire (2018)

### Gravações Solo/ Jesus Culture Music
- Here Is My Song (Kim Walker-Smith) (2008)
- Those Who Dream (Kristene DiMarco) (2008)
- Marked by Heaven (Jake Hamilton) (2009)
- Freedom Calling (Jake Hamilton) (2011)
- Here On Earth (Bryan & Katie Torwalt) (2011)
- Safe Place (Kristene DiMarco) (2012)
- Overcome (Heather Clark) (2012)
- Still Believe (Kim Walker-Smith) (2013)
- Home (Kim Walker-Smith & Skyler Smith) (2013)
- Kingdom Come (Bryan & Katie Torwalt) (2013)
- Our Love (EP) (Josh & Amberley Klinkenberg) (2013)
- Atmospheres (Justin Jarvis) (2014)
- When Christmas Comes (Kim Walker-Smith) (2014)
- Children of Promise (Andrew Ehrenzeller) (2015)
- Real Love (Derek Johnson) (2015)
- Everything And Nothing Less (Chris McClarney) (2015)
- Mighty (Kristene DiMarco) (2015)
- Live at the Knight (John Mark McMillan) (2015)
- Split the Sky (Chris Quilala) (2016)
- On My Side (Kim Walker-Smith) (2017)
- Christmas (EP) (Bryan & Katie Torwalt) (2017)

## Jesus Culture em Português
O projeto gráfico é uma releitura da capa da coletânea This Is Jesus Culture.
“Nos esforçamos muito para que a igreja no Brasil tivesse o álbum em sua língua e pudesse alcançar a muitos com a sua mensagem poderosa, que é a mensagem de Jesus”, dizem os músicos, acerca da pronúncia.
| Faixa | Título em Português  | Título Original       | Álbum Original              |
| ----- | -------------------- | --------------------- | --------------------------- |
| 1     | Feroz                | Fierce                | Let It Echo                 |
| 2     | Existe um Rio        | In The River          | Let It Echo                 |
| 3     | Cantamos             | Sing Out              | Unstoppable Love            |
| 4     | Teu Amor Não Falha   | Your Love Never Fails | Your Love Never Fails       |
| 5     | Teu Nome é Glorioso  | Your Name Is Glorious | Unstoppable Love            |
| 6     | Amor Sem Fim         | Unstoppable Love      | Unstoppable Love            |
| 7     | Mostra-me Tua Glória | Show Me Your Glory    | Come Away                   |
| 8     | Quero Conhecer       | I Want To Know You    | Come Away                   |
| 9     | És Tudo para Mim     | My Everything         | Awakening Live From Chicago |
| 10    | Santo Espírito       | Holy Spirit           | Live from New York          |
| 11    | Aleluia              | Alleluia              | Live from New York          |
| 12    | Nos Ama              | How He Loves          | We Cry Out                  |

## Versões em Português
- O Fogo Não Descansa - Aline Barros (Fire Never Sleeps)
- Teu Amor Não Falha - Nívea Soares (Your Love Never Fails)
- Eu Sou Teu - Gabriela Rocha (Rooftops)
- Creio Em Ti - Gabriela Rocha (Still Believe)
- Santo - Livres para Adorar (Holy)
- Santo (Holy) - Fernanda Brum
- Fez Um Caminho - Livres para Adorar (You Made A Way)
- Cadeias Quebrar - Soraya Moraes (Break Every Chain)
- Tu Não Desistirás - Clamor pelas Nações (You Won't Relent)
- Mostra-me Tua Glória - Pedras Vivas (Show Me Your Glory)
- As Correntes Caíram - Ministério Paz ( Holding Nothing Back )
- Chegou o Tempo - Ministério Paz ( The Time Has Come )
- Vem Anda Comigo - Ministério Paz ( Walk with me)
- Nada Vai Me Segurar - Fabiane Lima (Holding Nothing Back)
- Existe um rio (In the river) - Ana Nóbrega
- O Hino - Fernandinho - (The Anthem)
- Fogo Que Consome - Nova Geração (All Consuming Fire)
- Minha Alma Anseia - SaV Project (My Soul Longs For You)
- Santo Espírito - Laura Souguellis (Holy Spirit) e Hélio Borges
- Nós Clamamos a Ti - Clamor pelas Nações (We Cry Out)
- Nada Vai Me Segurar - Clamor pelas Nações (Holding Nothing Back)
- Canção do Apocalipse - André Valadão (Revelation Song)
- Canção do Apocalipse - Diante do Trono (Revelation Song)
- Te exaltamos - Livres para Adorar (I Exalt Thee)
- Liberdade - Laura Souguellis (Freedom Reigns)
- Dia Feliz - André Valadão (Happy Day)
- Milagres (Miracles) - Juliano Son